# Olios biarmatus
Olios biarmatus är en spindelart som beskrevs av Roger de Lessert 1925. Olios biarmatus ingår i släktet Olios och familjen jättekrabbspindlar. Inga underarter finns listade i Catalogue of Life.